# Peter Beattie

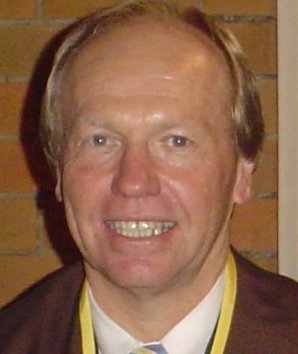
Peter Beattie, 2006

Peter Douglas Beattie AC (* 18. November 1952 in Sydney) ist ein australischer Politiker (Australian Labor Party). Er war von Juni 1998 bis September 2007 der 36. Premierminister des Bundesstaates Queensland und von 1996 bis 2007 Vorsitzender der Australian Labor Party in Queensland.
Zu seinen politischen Leistungen zählt, dass er das sogenannte Land clearing in Queensland, bei dem jährlich 400.000 Hektar Vegetation zerstört wurden, beendete (Vegetation Management Act 1999).

## Frühes Leben
Beattie wurde als jüngstes von sieben Kindern in Sydney geboren. Er wuchs bei seiner Großmutter in Atherton, einer kleinen Stadt im Norden Queenslands, auf und besuchte die Atherton State High School. Er zog nach Brisbane, um an der University of Queensland zu studieren und absolvierte einen Bachelor of Laws. An der Universität war er am St John’s College Präsident des Student Club. Er vollendete seinen Master of Arts und begann als Anwalt zu arbeiten.
Vor seiner Wahl in das Parlament war Beattie Anwalt des Supreme Court of Queensland und Sekretär der Railway Stationmasters’ Union.

## Veröffentlichungen
- Making a Difference. HarperCollins, Pymble, N.S.W. 2005.